# Saint-Vincent-des-Prés
|  | Per a altres significats, vegeu «Saint-Vincent-des-Prés (Saona i Loira)». |

Saint-Vincent-des-Prés és una comuna francesa al departament de Sarthe (regió del País del Loira). L'any 2007 tenia 480 habitants.

## Demografia

### Població
El 2007 la població de fet de Saint-Vincent-des-Prés era de 480 persones. Hi havia 185 famílies de les quals 42 eren unipersonals (25 homes vivint sols i 17 dones vivint soles), 59 parelles sense fills, 80 parelles amb fills i 4 famílies monoparentals amb fills.
La població ha evolucionat segons el següent gràfic:

### Habitatges
El 2007 hi havia 234 habitatges, 188 eren l'habitatge principal de la família, 40 eren segones residències i 7 estaven desocupats. 219 eren cases i 11 eren apartaments. Dels 188 habitatges principals, 141 estaven ocupats pels seus propietaris, 41 estaven llogats i ocupats pels llogaters i 5 estaven cedits a títol gratuït; 22 tenien dues cambres, 38 en tenien tres, 51 en tenien quatre i 77 en tenien cinc o més. 147 habitatges disposaven pel capbaix d'una plaça de pàrquing. A 89 habitatges hi havia un automòbil i a 91 n'hi havia dos o més.

### Piràmide de població
La piràmide de població per edats i sexe el 2009 era:
| Homes | Edats   | Dones |
| ----- | ------- | ----- |
| 0     | 95 o +  | 0     |
| 0     | 90 a 94 | 8     |
| 8     | 85 a 89 | 4     |
| 0     | 80 a 84 | 0     |
| 8     | 75 a 79 | 4     |
| 8     | 70 a 74 | 4     |
| 8     | 65 a 69 | 8     |
| 12    | 60 a 64 | 20    |
| 8     | 55 a 59 | 4     |
| 4     | 50 a 54 | 0     |
| 16    | 45 a 49 | 8     |
| 24    | 40 a 44 | 32    |
| 12    | 35 a 39 | 20    |
| 8     | 30 a 34 | 12    |
| 20    | 25 a 29 | 16    |
| 8     | 20 a 24 | 0     |
| 28    | 15 a 19 | 12    |
| 20    | 10 a 14 | 28    |
| 16    | 5 a 9   | 16    |
| 16    | 0 a 4   | 16    |

## Economia
El 2007 la població en edat de treballar era de 291 persones, 221 eren actives i 70 eren inactives. De les 221 persones actives 198 estaven ocupades (113 homes i 85 dones) i 23 estaven aturades (8 homes i 15 dones). De les 70 persones inactives 27 estaven jubilades, 16 estaven estudiant i 27 estaven classificades com a «altres inactius».

### Ingressos
El 2009 a Saint-Vincent-des-Prés hi havia 191 unitats fiscals que integraven 518 persones, la mediana anual d'ingressos fiscals per persona era de 14.858,5 €.

### Activitats econòmiques
Dels 14 establiments que hi havia el 2007, 1 era d'una empresa alimentària, 1 d'una empresa de fabricació d'altres productes industrials, 6 d'empreses de construcció, 2 d'empreses de comerç i reparació d'automòbils, 2 d'empreses de transport, 1 d'una empresa d'informació i comunicació i 1 d'una empresa de serveis.
Dels 6 establiments de servei als particulars que hi havia el 2009, 1 era un taller de reparació d'automòbils i de material agrícola, 3 paletes i 2 lampisteries.
L'any 2000 a Saint-Vincent-des-Prés hi havia 17 explotacions agrícoles que ocupaven un total de 704 hectàrees.

## Equipaments sanitaris i escolars
El 2009 hi havia una escola elemental integrada dins d'un grup escolar amb les comunes properes formant una escola dispersa.

## Poblacions properes
El següent diagrama mostra les poblacions més properes.